# Ramune
Ramune (japonês: ラムネ) ou Lamune  é uma bebida gasosa não-alcoólica do tipo soda limonada fabricada no Japão. A palavra é uma corruptela do inglês lemonade, pois tanto a soda quanto as garrafas originais eram importadas do Reino Unido.

## História
Há diversas teorias a respeito de quando Ramune foi apresentada aos japoneses pela primeira vez.
Uma delas diz que a bebida supostamente chegou junto com o Comodoro Matthew Perry ao porto de Uraga (na atual baía de Tóquio), em 1853. O comodoro teria convidado alguns oficiais do governo a visitarem seu navio, com o intuito de lhes entregar uma carta escrita pelo então presidente americano Millard Fillmore. Para celebrar a ocasião, mandou que abrissem uma garrafa de lemonade (limonada) com gás para os convidados. Naquele tempo, os refrigerantes ainda eram tampados com rolhas de cortiça amarradas com arame, à maneira das champanhes e de alguns vinhos espumantes de hoje. Ao escutarem o barulho explosivo da rolha sendo retirada da garrafa, os samurais, assustados e pensando tratar-se do barulho de tiros, desembainharam suas espadas. Este teria sido o primeiro contato dos japoneses com uma bebida gasosa. Outra teoria afirma que as primeiras garrafas de Ramune chegaram através do porto de Nagasaki, em um navio mercante britânico em 1860. Apesar de os navios mencionados terem realmente aportado nas datas indicadas, não há nenhum registro histórico confiável que confirme a presença de Ramune em nenhuma destas embarcações.
A controvérsia também se estende quanto à primeira pessoa a ter fabricado e comercializado a bebida em solo japonês. Alguns relatos sugerem que um homem chamado Hanbei (ou Heigoro) Fujise foi o primeiro a fazê-lo, em 1865.
Ele teria aprendido a fórmula da bebida com marinheiros estrangeiros de passagem pelo porto de Nagasaki, e passou a comercializá-la com o nome de água de limão (em japonês: レモン水). Não foi bem-sucedido em sua empreitada, o que o obrigou a encerrar o negócio.
Há também evidências de que um homem de procedência chinesa, de nome Lian Chang Tai (em chinês:蓮昌泰), foi a primeira pessoa a comercializar a bebida em Tóquio (em algum ponto da década de 1860) e possivelmente também o primeiro a utilizar o nome Ramune comercialmente, pois seu estabelecimento comercial levava o nome de Ramune-ya (em japonês: ラムネ屋), ou "Loja de Ramune".
Como tais relatos carecem de datas mais exatas, o japonês Katsugoro Chiba é normalmente creditado como o primeiro a produzir e vender a bebida no arquipélago, pois seu pedido de licença para abrir a fábrica de Ramune encontra-se registrado pelo governo no dia 4 de maio de 1872. Este dia acabou por ser instituído como "Dia do Ramune", pela Associação Nacional das Cooperativas de Refrigerantes.

## A garrafa
A bebida é facilmente reconhecida pelo formato de sua garrafa, que possui um gargalo Codd, assim chamado por causa de seu inventor, Hiram Codd.
Estas garrafas são feitas de vidro e fechadas com uma pequena esfera do mesmo material  (como uma bolinha de gude), que permanece tampando firmemente a garrafa por causa da pressão do gás carbônico da bebida. Para abri-la, é fornecido um dispositivo de plástico para empurrar a bolinha para dentro.
Existem ainda versões em lata, garrafas de aço inoxidável e garrafas plásticas do tipo PET.
No Brasil, Ramune pode ser às vezes encontrada no bairro da Liberdade, em São Paulo, ou em lojas de produtos orientais.

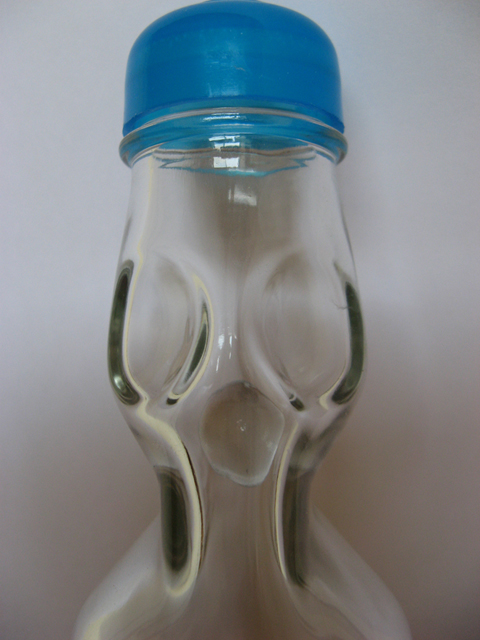
A bolinha e as saliências deixam a garrafa parecendo uma cara de palhaço ou alienígena.

## Popularidade
Desde sua introdução, a bebida passou por uma série de altos e baixos em sua popularidade. Quando foi lançada, era vendida como remédio para pedras nos rins, o que ajudou a manter a demanda, ainda que incipiente.
No início do século XX, nos períodos pré-guerra, integrantes da Marinha Imperial Japonesa aproveitaram-se da existência de máquinas geradoras de gás carbônico a bordo das embarcações (para suprimento de carga de extintores de incêndio) e começaram a fabricar Ramune para consumo interno. Logo, porém, a novidade se propagou entre a população em geral e aumentou a demanda pela bebida.
Nos anos 50, devido a várias restrições impostas pelo governo à indústria de Ramune e à competição com refrigerantes de cola (ver Cronologia, mais abaixo), a bebida enfrenta um sério período de queda nas vendas. Em meados da década de 60, porém, com a melhoria da economia japonesa (que começava a recuperar-se dos prejuízos sofridos com a derrota na Segunda Guerra Mundial), o país aderiu à moda "Retrô" e produtos que evocavam o passado ou possuíam aparência de antigos viraram sucesso de vendas. As garrafas de Ramune, por seu formato peculiar e rótulos antiquados, fizeram um sucesso estrondoso nas lojas de Ginza, bairro nobre de Tóquio.
Um dos fatores que impediam o aumento de produção e vendas da bebida foi, ironicamente, sua garrafa. Por ser de vidro, podia quebrar-se com facilidade e, antes do surgimento de tecnologias como garrafas do tipo PET e garrafas de vidro não-retornáveis, os sistemas de coleta e reciclagem eram vitais para a produção de Ramune. Como muitas crianças, após o consumo da bebida, quebravam a garrafa para obter a bolinha em seu interior, o retorno para reciclagem tornava-se impossível.
Para não encerrarem totalmente suas atividades, muitos fabricantes de Ramune aderiram ao uso dessas novas tecnologias, passaram a utilizar um sistema de distribuição mais diversificado e, mais recentemente, começaram a produzir a bebida com sabores estranhos ou exóticos, a fim de atingir uma fatia de mercado livre da concorrência com outros refrigerantes.
O dia 4 de maio foi instituído como "Dia do Ramune" em homenagem à bebida, pois foi nesta data, em 1872, que o japonês Katsugoro Chiba obteve os direitos para fabricar e vender a bebida com esse nome. Ao longo dos anos, Ramune se tornou um dos símbolos do verão japonês, sendo bastante consumida em festivais e em dias e noites quentes, por seu sabor refrescante.
Para os mais idosos, Ramune representa uma volta aos velhos tempos, mas o formato da garrafa é especialmente atraente para as crianças, que veem a imagem de uma "cabeça de alien" ou "cara de palhaço" formada pela esfera de vidro e as saliências dentro do gargalo.

## Sabores
Apesar do formato singular da garrafa, o sabor da Ramune original é relativamente comum, assemelhando-se a outros tipos de soda limonada.
Mais tarde, porém, devido à competição com outras marcas de refrigerantes, a bebida passou a apresentar uma maior variedade de sabores de frutas, tais como abacaxi, framboesa, kiwi, laranja, lichia, manga, melão, mikan, morango, pêssego e alguns mais exóticos, como an'nin dōfu, berinjela, Blue Hawaii, cebola, chá verde, chá Oolong, curry, kimchi, rapadura, takoyaki e wasabi.

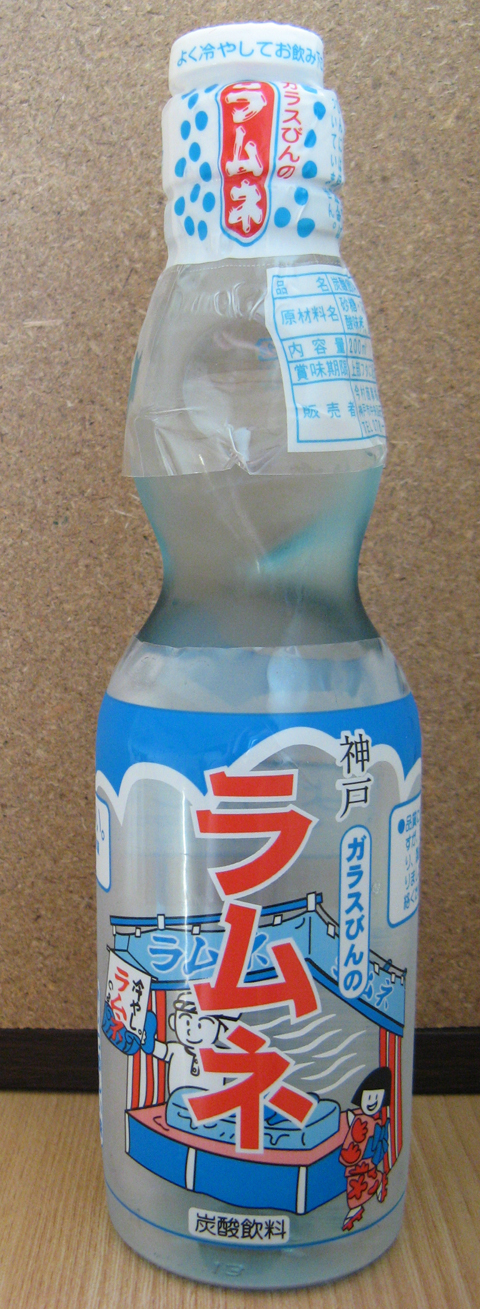
Uma garrafa de vidro fabricada em Kobe. O rótulo mostra como, antes do advento de refrigeradores portáteis, a bebida era colocada sobre enormes blocos de gelo para ser vendida em festivais.

## Cronologia
- 1853 (Sexto ano da Era Kaei)): Comodoro Matthew Perry chega ao porto de Uraga e é recebido por alguns representantes do governo da cidade de Edo (atual Tóquio). Segundo uma das teorias vigentes sobre a história do Ramune, o comodoro os convida para visitarem seu navio e lhes oferece soda limonada.
- 1860 (Primeiro ano da Era Man'en): Um navio mercante britânico aporta em Dejima (ilha artificial próxima a Nagasaki) supostamente trazendo uma carga de limonada gasosa.
- 1865 (Primeiro ano da Era Keiō – Bakumatsu): Em Nagasaki, Hanbei Fujise aprende com alguns marinheiros estrangeiros como fazer a água de limão　e começa a vender a bebida. Não obtém muito sucesso. Logo depois, encerra seu negócio e muda-se para Tóquio.
- 1868 (Primeiro ano da Era Meiji): Em Yokohama, uma empresa farmacêutica britânica, North & Rae Ltd., produz e vende água de limão carbonatada como sendo um ótimo remédio contra cálculos renais. Possivelmente no mesmo ano, o chinês Lian Chang Tai abre uma loja em Tóquio chamada Ramune-ya e começa a vender a bebida.[8]
- 1872 (Meiji 5): No dia 4 de maio, Katsugoro Chiba obtém autorização do governo para fabricar e vender Ramune em Tóquio. Na Inglaterra, Hiram Codd inventa e patenteia um tipo de garrafa com um sistema de fechamento interno (utilizando a pressão do gás carbônico e uma esfera de vidro).
- 1887/1888 (Meiji 20 ou 21): A garrafa do tipo Codd é utilizada pela primeira vez. Em 1888 (Meiji 21), logo após os direitos de patente de Hiram Codd terem expirado, o japonês Takamichi Tokunaga, de Osaka, começou a produzir garrafas Codd[1] e utilizá-las com Ramune.
- 1956 (Shōwa 31) – Fevereiro: Impostas restrições à industrialização e produção de Ramune.

No mesmo ano, dia 30 de junho, são colocadas em prática as restrições às fábricas de Ramune, baseadas nas 29 cláusulas da Lei de Estabilidade das Pequenas e Médias Empresas.
No dia 10 de novembro, a soluçao não-diluída de refrigerante de cola é importada pela primeira vez (80.000 litros).
- 1957 (Shōwa 32) – 24 de Março: Começa a venda de Coca-Cola em Tóquio.
- 1959 (Shōwa 34) – 31 de Março: Impostas restrições ao volume de Ramune que pode ser transportado pelas fábricas. No dia 20 de abril, após uma reforma do sistema legal, Ramune é isento de impostos.
- 1961 (Shōwa 36) – 7 de Outubro: Liberadas as importações de refrigerantes de cola, o que acelera a queda de popularidade de Ramune.
- 1965 (Showa 40): A produção de Ramune, que havia caído em declínio e quase desaparecido devido à competição com outras marcas de refrigerantes, se beneficia de uma onda  “Retrô” e volta a ficar na moda. No entanto, o aparecimento de máquinas automáticas que vendiam refrigerantes em lata e a dificuldade para se recolher e reciclar as garrafas de vidro fazem com que os pontos de venda exclusiva de Ramune diminuam consideravelmente.
- 1982 (Showa 57): Com o desenvolvimento de garrafas de plástico do tipo PET e garrafas de vidro one-way (que não precisavam ser retornadas para o fabricante para reciclagem) e com um sistema de distribuição mais moderno, que possibilitou a venda em  supermercados, Ramune mais uma vez consegue garantir sua sobrevivência.
- 2007 (Ano 19 da Era Heisei): A Kimura Drink Company, fábrica de refrigerantes baseada na província de Shizuoka, lança no mercado Ramune nos sabores curry, wasabi e an'nin dōfu.